# Komadugu Yobe

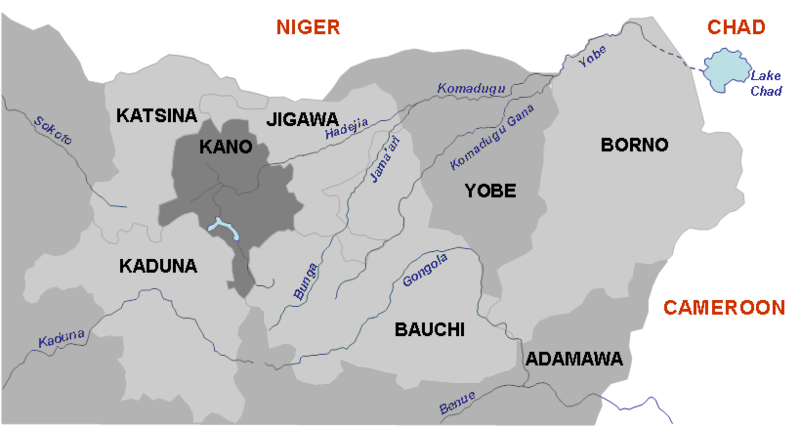
Północno-wschodnie regiony Nigerii z zaznaczonymi rzekami, w tym także Komadugu Yobe

Komadugu Yobe – rzeka w Nigerii i Nigrze w dolnym biegu wyznacza granicę między tymi państwami, źródła na Wyżynie Dżos, długość 325 km, uchodzi do jeziora Czad.